# Вручинская, Виктория Владимировна
Виктория Владимировна Вручинская (род. 4 апреля 1991), в девичестве Ярушкина — российская легкоатлетка, специалистка по бегу на короткие дистанции. Выступала за сборную России по лёгкой атлетике в 2010-х годах, победительница и призёрка первенств всероссийского значения, участница ряда крупных международных стартов. Представляла Москву и Вооружённые силы. Мастер спорта России международного класса.

## Биография
Виктория Ярушкина родилась 4 апреля 1991 года. Занималась лёгкой атлетикой в Москве, окончила Московский городской педагогический университет (2013). Тренеры — О. Ю. Калашникова, А. Е. Полоницкий, М. В. Вдовин.
Впервые заявила о себе на всероссийском уровне в сезоне 2009 года, когда на юниорском зимнем чемпионате России в Москве одержала победу в беге на 60 метров и выиграла бронзовую медаль в беге на 200 метров.
В 2011 году на молодёжном всероссийском первенстве в Ерино взяла бронзу в дисциплине 100 метров и победила в эстафете 4 × 100 метров. Попав в состав российской национальной сборной, выступила на молодёжном европейском первенстве в Остраве — на 100-метровой дистанции не смогла пройти дальше предварительного квалификационного этапа.
В 2012 году в дисциплине 60 метров стала бронзовой призёркой на зимнем чемпионате России в Москве.
В 2013 году выиграла бронзовую медаль в беге на 60 метров на зимнем чемпионате России в Москве и серебряную медаль в беге на 100 метров на летнем чемпионате России в Москве. Будучи студенткой, представляла страну на домашней Универсиаде в Казани — в финале эстафеты 4 × 100 метров вместе с соотечественницами Юлией Кашиной, Анастасией Кочержовой и Екатериной Кузиной заняла четвёртое место. В качестве запасной бегуньи присутствовала в составе российской эстафетной команды на домашнем чемпионате мира в Москве, но в итоге выйти здесь на старт ей не довелось.
На чемпионате России 2014 года в Казани с московской командой взяла бронзу в эстафете 4 × 100 метров.
В 2015 году на чемпионате России в Чебоксарах стала серебряной призёркой в беге на 100 метров.
Вошла в состав национальной сборной РФ на чемпионат мира, который проходил в Пекине.
В 2017 году уже под фамилией Вручинская победила в беге на 60 метров на зимнем чемпионате России в Москве. 
Завершила спортивную карьеру по окончании сезона 2019 года.
с 2022 года по настоящее время является инструктором по физическому воспитанию в ГБОУ школе 2094.
Воспитывает двух сыновей, Тихона и Никона, совместно с известным российским  легкоатлетом Павлом Вручинским. 
За выдающиеся спортивные достижения удостоена почётного звания «Мастер спорта России международного класса».